# اندلو
اندلو (به فرانسوی: Andelu) یک کمون در فرانسه است که در Canton of Guerville واقع شده‌است.

## خصوصیات
اندلو ۳٫۹۶ کیلومترمربع مساحت و ۴۸۴ نفر جمعیت دارد و ۱۱۹ متر بالاتر از سطح دریا واقع شده‌است.